# Hossein Zamani
Hossein Zamani (* 23. November 2002 in Mashhad, Iran) ist ein afghanisch-niederländischer Fußballspieler, der aktuell bei NEC Nijmegen und seit Mai 2021 bei der afghanischen Nationalmannschaft spielt.

## Karriere

### Verein
Zamani begann seine fußballerische Ausbildung 2011 in der Jugendakademie von Ajax Amsterdam. 2016/17 spielte er mit 15 Jahren bereits viermal in der B-Junioren-Divisie mit der U17, mit der er auch den Meistertitel holte. 2017/18 machte er mit der U17 17 Spiele und schoss drei Tore. Auch in der Saison 2018/19 kam er noch bei den B-Junioren zum Einsatz und schoss in 22 Einsätzen erneut drei Tore. Nach der Saison wechselte er in die U18 des CFC Genua in Italien. Dort kam er in drei U18-Primavera-Spielen zu Spielzeit. Im Januar 2021 wechselte er schließlich ablösefrei zurück in die Niederlande zu Telstar 1963. Im Sommer 2021 wechselte er noch ohne Profispiele im Verein in den Nachwuchs von NEC Nijmegen.

### Nationalmannschaft
Ende Januar 2017 wurde Zamani in den Kader der niederländische U15-Nationalmannschaft berufen und kam einmal für diese zum Einsatz.
Sein Debüt für die afghanische Nationalelf gab er bei einem 3:2-Sieg am 25. Mai 2021 in einem Testspiel gegen Indonesien, als er auch zum ersten Mal traf. Später kam er auch in einem WM-Qualifikationsspiel gegen Indien (1:1) zum Einsatz, in dem er auch traf, sodass er nun nur noch für Afghanistan spielen konnte.

## Herkunft
Zamani wurde im Iran geboren, hat aber einen afghanischen Hintergrund. 2010 flüchtete er mit seiner Familie nach Nieuwegein.

## Spielweise
Ähnlich wie sein Vorbild Neymar ist er ein tempo- und trickreicher Spieler. Er ist sehr gut am Ball und explosiv, wie er in einem Interview sagte.

## Sonstiges
Zamani wurde einst in einem kleinen Sportpark De Toekomst vom Vlogger und Freestyle-Fußballer Soufiane Touzani entdeckt. 2018 drehten sie gemeinsam ein Video, welches auf YouTube über 250 Tausend Aufrufe hatte. Daraufhin wurde er als Wunderkind bezeichnet und Klubs wie Manchester United und der FC Everton waren interessiert.
Sein Vorbild ist aufgrund der „Tricks“ und dem „Scheiße machen“ Neymar.

## Erfolge
Ajax Amsterdam U17
- Niederländischer B-Jugend-Meister: 2017